# 井上吉夫
井上 吉夫（いのうえ きちお、1923年〈大正12年〉3月1日 - 2003年〈平成15年〉10月24日）は、日本の政治家。位階は正三位、勲等は勲一等。参議院議員（5期）、国務大臣（北海道開発庁長官、沖縄開発庁長官、国土庁長官）、鹿児島県議会議員（3期）、自由民主党参議院議員会長等を歴任。

## 来歴・人物
鹿児島県出水郡出水町（現在の出水市）出身。地主だが自作もおこなう豪農の家に生まれる。祖父の吉太郎は村会議員だった。旧制鹿児島県立出水中学校（現：鹿児島県立出水高等学校）を経て、1942年に旧制熊本高等工業学校（現：熊本大学工学部）採鉱冶金科を卒業。卒業と同時に日本鉱業に就職し、四国の白滝鉱山にて勤務するが、1年後に召集される。復員後は帰郷して実家の農林業に従事するかたわら青年団活動に参加し、推されて1951年に出水町議に当選。出水町の合併・市制施行後、1954年から1958年に出水市議も務める。1961年出水市森林組合長（初代）に就任。1963年、鹿児島県議会議員に初当選。計3期当選し、1973年には鹿児島県議会副議長に就任。
1974年、第10回参議院議員通常選挙に鹿児島県選挙区から自民党公認で立候補し初当選。自民党内では田中派に所属した。
1987年7月、経世会が結成され、田中派が竹下派（経世会）、二階堂グループ、中立系に3分裂した際は残留し、二階堂グループに所属した。
大蔵政務次官、参議院農林水産委員長、参議院予算委員会理事等を経て、1989年6月、宇野内閣の北海道開発庁長官兼沖縄開発庁長官として初入閣。宇野内閣が超短命政権となったため、わずか2ヶ月しか長官を務められなかった。
1990年2月18日の衆院選後、二階堂グループは解散状態に陥る。同年2月26日、井上は竹下派に入会した。
参議院予算委員長、裁判官弾劾裁判所裁判長、自民党参議院議員会長を務めた後、一時参議院議長候補に擬せられたが党内事情で就任は流れた。宇野内閣時の大臣在任が短かったことと合わせてその不運に同情が集まり、通常参院議員の入閣は一回のみで離任したら再入閣はないというのが通例であるなか、1998年7月、小渕内閣で再び北海道開発庁長官兼沖縄開発庁長官に就任（10月からは国土庁長官も兼任）。翌年の1月まで務めた。
1999年11月の秋の叙勲で勲一等に叙され、旭日大綬章を受章する。
議員在職中の2003年10月24日、心不全のため鹿児島県出水市の病院で死去した。80歳没。亡くなる3年前に脳梗塞を患い、政務には復帰していたが翌年の第20回参議院議員通常選挙には不出馬を表明していた。死没日付をもって正八位から正三位に叙された。哀悼演説は翌2004年1月19日、参議院本会議で藁科満治により行われた。

## 選挙歴
| 当落                        | 選挙                     | 施行日        | 選挙区         | 政党       | 得票数  | 得票率 | 得票順位 /候補者数 | 比例区 | 比例順位 /候補者数 |
| --------------------------- | ------------------------ | ------------- | -------------- | ---------- | ------- | ------ | ------------------ | ------ | ------------------ |
| 当                          | 第10回参議院議員通常選挙 | 1974年7月7日  | 鹿児島県選挙区 | 自由民主党 | 313,751 | 34.6   | 1/6                | -      | -                  |
| 当                          | 第12回参議院議員通常選挙 | 1980年7月4日  | 鹿児島県選挙区 | 自由民主党 | 323,615 | 34.3   | 1/5                | -      | -                  |
| 当                          | 第14回参議院議員通常選挙 | 1986年7月6日  | 鹿児島県選挙区 | 自由民主党 | 325,469 | 33.7   | 1/4                | -      | -                  |
| 当                          | 第16回参議院議員通常選挙 | 1992年7月26日 | 鹿児島県選挙区 | 自由民主党 | 308,549 | 40.7   | 1/4                | -      | -                  |
| 当                          | 第18回参議院議員通常選挙 | 1998年7月12日 | 鹿児島県選挙区 | 自由民主党 | 235,026 | 27.0   | 2/5                | -      | -                  |
| 当選回数5回 （参議院議員5） |                          |               |                |            |         |        |                    |        |                    |